# Parmenio Ferrer
Parmenio Jorge Ferrer (Córdoba, 1844 - íd., 1914) fue un agrimensor, profesor y político argentino que actuó en la provincia de Córdoba.

## Datos biográficos
Nació en la ciudad de Córdoba el 22 de abril de 1844, y fue hijo de Baltasar Ferrer y María Petrona Mujica López Cobo. Contrajo matrimonio con Augusta Echenique Tejeda.
Inició estudios de abogacía en la Universidad de su ciudad natal, pero los abandonó para dedicarse a la agrimensura. Trabajó en la medición de terrenos en distintas áreas de la provincia desde finales de la década de 1860 y durante las de 1870 y 1880. 
Fue secretario y luego vocal del Departamento Topográfico de la provincia, interviniendo en la tasación fiscal de las propiedades rurales y en la comisión demarcadora de los límites con la provincia de Santa Fe. En 1883 fue autor del proyecto de dividir la provincia de Córdoba en 23 departamentos, junto con el abogado y agrimensor José Santos Núñez y Bazán, tío de Rafael Núñez.
Se desempeñó como profesor de aritmética en el Colegio Nacional de Monserrat, y también en la Facultad de Ciencias Exactas de la Universidad Nacional de Córdoba, donde tuvo a su cargo las cátedras de álgebra y trigonometría.
En el ámbito político, fue elegido diputado y senador provincial, y concejal de la ciudad de Córdoba. En 1904 fue presidente del Concejo Deliberante. En mayo de dicho año, ante la renuncia del intendente Félix T. Garzón (quien habría de asumir la vicegobernación de la provincia ese mismo mes), lo sustituyó interinamente a cargo de la municipalidad. Entregó la intendencia a Juan Carlos Pitt, elegido para completar el mandato de Garzón, el 17 de junio.
Falleció en Córdoba el 27 de diciembre de 1914. Una calle de la ciudad lleva su nombre (31°21′03″S 64°14′36″O / -31.3508155, -64.2432266).